# 何天炯
何天炯（1877年—1925年7月1日）字晓柳，广东省兴宁县人，中国民主革命家。

## 生平
何天炯生于兴宁县石马镇新群村。早年受维新思想影响。光绪二十九年（1903年），剪掉发辫，留学日本学习政治。在日本陆续结识孙中山、黄兴、廖仲恺等人。光绪三十一年（1905年），和同邑的13人加入中国同盟会，被推为会计，后来任中国同盟会广东支部长。孙中山、黄兴等人不在日本期间，中国同盟会组织涣散，何天炯与吴玉章等人团结各省的会员，以开展工作。何天炯是1905年至1911年中国同盟会东京本部存续期间，唯一在本部任职并坚守的重要干部。1911年，何天炯到香港和黄兴等人策划广州黄花岗起义，何天炯负责运输联络工作。
中华民国成立后，孙中山任大总统时，何天炯任大总统府秘书。后来被孙中山派任驻日全权代表。民国2年（1913年），孙中山与黄兴在组建中华革命党的问题上发生严重分歧，何天炯从中调停统一了意见。袁世凯称帝时，何天炯同朱执信等人秘密商议讨袁，事泄后逃亡海外。孙中山出任非常大总统时，再度派何天炯为驻日全权代表，后来何天炯回国任总统府最高顾问。
1921年夏，陈炯明发动六一六事变，何天炯潜至沙面商请英国领事帮孙中山脱险。何天炯原来患有心脏病，愤于陈炯明叛变，病情加剧，乃返回原籍兴宁休养。1925年孙中山病逝后，何天炯十分悲痛，于1925年7月1日在广州病逝。
何天炯故居位于兴宁县石马镇新群村，建于1920年，2009年被评为梅州市文物保护单位。

## 著作
- 《无赫斋诗草》
- 《山居一年半》
- 《革命史衡》